# 極速快感：職業街頭
《極速快感：職業街頭》是美商藝電旗下極速快感系列的第11部作品。2007年5月31日EA发布此作的預告片。试玩版先后于10月26日、11月1日、11月2日在Xbox 360/PS3/PC平台发行，正式版11月14日在北美地区发行，11月23日在欧洲地区发行。这也是第一款支援DualShock 3控制器的PS3遊戲。
本代作品的风格和之前几部作品大相径庭。系列之前几部作品都是非法改装赛车主题，偏向街机风格，而本作偏向拟真(Sim)风格。本作完全抛弃了让前几作大获商业成功的警匪追逐情节，比赛均在专业赛道或是无交通的公路路段进行。真实性方面，自2000年"保时捷之魂"重新引入了车损机制。游戏设置了几种基于真实技术的驾驶辅助，比如方向控制(Traction Control)，稳定控制(Stability Control)，和ABS刹车以照顾不同层次的玩家。这些驾驶辅助可以关闭以让高级玩家有更大的发挥空间。

## 概述

### 車種
《職業街頭》共有55款有厂家授权的现实车型可供选择，分三个档次(Tier)，不同档次的改装极限有所不同。车型分类方面实质上延续了前作"卡本峡谷"的分类（改裝車、肌肉車與超級跑車)然而不再有标签化的区隔。部分车型由于驱动方式等原因，不允许参加甩尾赛。
2007年底发售的加强包(Booster Pack)又增补了16款车型。

### 生涯模式情节
本作的故事情节相比前两作简单很多。主角Ryan Cooper是刚由非法街头赛车转入街道赛车（由民间组织，在正规赛车场/赛段比赛，不像国际正式比赛对车辆改造和犯规处罚有明确限制的准专业比赛）的选手，驾驶轻度改装的日产240SX(S13)跑车在"战斗机器"(Battle Machine)组织的美国内华达挑战赛中成为以弱胜强的夺冠黑马，大出风头。然而第一高手“全能王”(Showdown King)，日本人Ryo Watanabe却对Ryan表现出不屑一顾，并出言不逊。Ryo和四个“单项王”垄断着全世界的街道赛事纪录。
几大卫冕王和座驾分别是：
- 全能王Ryo Watanabe, 2008款三菱Lancer EVO X
- 赛道王Ray Krieger，2008款BMW M3 (E92)
- 甩尾王Aki Kimura，马自达RX-7 (FD)
- 高速王Nate Denver, 1965款Pontiac GTO
- 直线王Karol Monroe, 2006款Ford Mustang GT

以Ryan的资历要直接挑战全能王是没有资格的。要挑战全能王，则要分别在美，日，欧举办的挑战表演赛(Showdown Challenge)中夺冠，而参加“超级晋级”(Super Promotion）是获得参加下一阶段挑战赛的条件。要参加更高级别的超级晋级，则需要在一定数量较小规模的“比赛日”（Race Day）中取胜和打破记录。“擒王之路”上对手的实力和车辆会不断提高，因此Ryan必须升级座驾和购买新车应对挑战。最终Ryan得以对Ryo发起挑战并获胜，成为新一代的“全能王”。如果能在每个分项打破10次记录，就有资格挑战“单项王”。
每击败一个卫冕“车王”，不仅能夺取该头衔，还能获得其座驾。如把Ryo和他手下的四个单项王全部击败，则Ryan会获得“街道王”(Street King)的最高头衔。

### 角色与出场情况
主角Ryan只在开篇，超级晋级和最终获胜等几个场合出场，完全没有台词，全程戴赛车头盔不露真面目。最终对手Ryo则出场数次，分别是嘲讽和挑衅Ryan，炫耀漂移技术，与女车模互动，和最终含恨落败。四个分项王只有名字，连照片都不曾登场。
每个比赛日现场都有主持人，都是现实中的職業競速評論員：
- Jarod DeAnda (在 Battle Machine / Noise Bomb 出現) 是 Formula D 方程式賽車的播報員。
- John Hindhaugh (R3act Team Sessions / G-Effect) 是長期的 Radio Le Mans 主要播報員。
- JBird (Noise Bomb / Rough Speed) 是 NOPI 的官方播報員。

出场的两个女车模原型分别来自是澳大利亚的Krystal Forscutt和来自日本的Sayoko Ohashi。

### 规则
职业生涯的基本单元是“比赛日”。每个比赛日的日程和赛事种类都是事先预定的，允许玩家给每个赛类指定一部特定用途赛车（如甩尾车，高速车）和一部特定赛种备用车。每场比赛日由3-8场比赛构成，结果累计入当日总积分。
“超级晋级”比赛日的车辆由厂家赞助，参数统一。获胜后可在两款车中选择一款作为奖品永久保留，但不可重复赢取。
积分的算法是根据名次，车辆受损状况，和超过目标时间/积分的程度共同决定，每场比赛都有预设的纪录分值，打破称之为“Track Record Broken”。每场比赛积分累计入当日总分。允许无限重复参赛，以最高成绩计入。每场比赛都有奖金，主要取决于名次。普通的比赛日会有两个累计分门限：“获胜”(Win)为较低门限，和“制霸”(Dominate)的高门限。“超级晋级”只有“制霸”一个门限，达到直接结束。每达到一个门限，就能获得一张抽奖卡牌，可能是配件，修理卡和最高奖 - 任意免费车辆。此外每个比赛日都有预设的纪录可供打破。破“比赛日”的总分记录只供玩家自我挑战，对游戏进程没有影响。如果中途退出比赛日，再次进入积分归零。比赛日当日只能修理，而不能改造或调试车辆。

### 比赛模式
本作有四種不同的遊戲模式：直線加速賽、跑道賽、競速賽及甩尾賽。
- 跑道賽（Grip）：有四種不同的子模式：普通跑道賽(Grip)、等級區隔賽(Grip Class)、區段挑戰賽與時間挑戰賽(Sector Shootout / Time Attack)。PS2、Wii沒有跑道等級賽。普通跑道賽同前作的Circuit（俗称跑圈)，通常在封閉賽道跑2至4圈跟最多達7位對手競賽，最先跑到終點線就獲勝。等級區隔賽有8位車手參加，依照車手車輛的性能分成兩組，低马力A组和高马力B组，只需要跟同組的對手互相競爭。在時間挑戰賽，車手必須跑出單圈最佳時間來贏得競賽。

區段挑戰賽最多允许4名选手，跑道會分成四個區段，玩家要在每一個區段中跑出最高积分取得區段的主控權。当进入一区段时会给出一定的初始积分（对大马力车型会以粗暴降低初始积分的方式制衡），积分随时间递减（即完成用时越少，保留的就越多）此后只有超越现有区段记录才能再次得分，最终排名取决于累积积分。如果四段全部制霸，会有500分特别奖励。注意此模式的规则事实上是存在漏洞的，即首发车必然能在第一圈的所有区段获得积分，而后发的车辆存在始终零分的可能性。公平起见的话，发车顺序不应对成绩造成影响。
- 直線加速賽(Drag)：此模式下强制使用手动变速，在最佳换挡点（绿段）换挡有助于降低换挡延迟，通常有助于提高成绩。有三種子類型，1/4英里與1/2英里直線加速賽，和在1/4英里中比赛翹孤輪(Wheelie，前轮离地)的距離。由于路线是笔直的公路，故而对车辆的弯道性能基本没有要求。比赛开始前会有烧胎(Burnout)环节，会决定车辆的抓地特性。在此模式下如果发动机工作于红线就会导致过热受损，最终会爆缸而直接丧失比赛资格。此代还引入了“抢跑”的概念，即空挡切入一档时机须由玩家自行控制（以往是电脑自动），如果在绿灯亮起/指挥员落手之前起步，则直接被判犯规失去当轮资格。

- 高速賽(Speed)：有两个子模式，一种由过终点名次判断胜负，相当于以往的Sprint Race。另一种由过记速点的速度之和判断胜负，相当于以往的Speedtrap。后一种模式也必须完赛，成绩才有效(中途报废则成绩取消)。在没有交通的高速公路上，大马力车辆通常工作在极限速度附近(可达到400km/h左右)因此任何细微失误都可能导致车辆重伤甚至报废。此模式下利用前车尾流(Slipstreaming)提速也是非常关键的技巧。

- 甩尾賽(Drift)：没有明确的子模式分类，但实际上根据场地不同，有赛道（平地甩尾）和下山（惯性甩尾)两种，前者动力侧滑的作用更关键，而后者更考验技巧。在競賽中甩出最高積分者為獲勝。積分會因為甩尾的速度、角度及甩尾長度而有變化。于前作相比增加了离合器控制。值得一提的是，本作甩尾比赛的电脑对手积分实际上是根据难度预设的，因此在某些简单短道上获胜反而更难。高速入弯，长甩尾，不出轨，以及使用氮气甩尾都会获得额外积分。

### 车辆改装
本作允许车辆改装，模式基本脱胎于前作"卡本峡谷"，即以不同等级的套件来提升车辆参数（比如发动机，传动系，轮胎等)。只有升级套件才能调整(Tune)，高级别的套件调整项目更多，且调节范围更大。本作的创新是外观套件会对性能产生影响，且可以通过‘风洞’功能实时微调并评估。参数的调节采用滑块的方式，专业程度介乎于"卡本峡谷"和"地下车会2"之间。调好的车辆以“图纸”(Blueprint)的形式保存配件和参数的搭配。奖励车辆和特殊车辆(代表的就是初始车240SX）带有固定图纸，外观和性能均不能变更，要提升只能重开全新的图纸。

### 损坏系统
该系列时隔7年于此作重新引入车损系统。当车辆发生碰撞，则外观和性能都会受损。在直线赛中，引擎超红线工作过久也会导致损伤。损伤大类分为轻伤(Light Damage)，重伤（Heavy Damage)和报废(或称全损，Totaled)。损伤可在赛后用现金或保险卡修理，修理费按损伤程度和车辆/部件等级递增。报废则只能消耗全损保修卡修理。无伤完赛可获得500点积分和现金奖励，轻伤也可部分获得，以受损严重程度递减。比赛日中伤车可以选择带伤继续出赛，但只有无损车才能获准进入比赛日。另与以往作品不同，翻车（包括侧翻，翻覆和非车轮着陆）会直接导致报废，而不是原地重生。直线赛的爆缸不计为全损而是重伤。

### 場地
多个競賽場地取材於知名地點，如芝加哥梅格斯機場、內華達、歐洲、東京大黒埠頭停車場及德國高速公路 (A100 柏林環道)。另外也取景一些真實的賽道，包括英飞凌赛道(游戏中称GP Circuit)，德州世界賽道、波特蘭國際賽道、美國的威洛斯普林國際賽車公園、日本的惠比寿賽道及Autopolis賽道、愛爾蘭的蒙特婁賽道等。

### 線上競賽
跟之前的作品相較之下，線上模式跟遊戲整合的更緊密：當玩家從網際網路登入，玩家的遊戲完成度會記錄在線上排行榜上。玩家自行改裝的車也可以藉由Blueprints在網路分享，並且依照積分記錄在排行榜上。PS2、Wii的版本去除了多人游戏功能。

## 擴充包
珍藏版的《職業街頭》可以在EA Store購買，有PC、Xbox 360、PS3三種版本，珍藏版可以額外解得5種車及4場生涯賽事。
除此之外，還有另一個擴充包叫“Energizer Lithium Extension Pack”。新增了16種車（其中兩種為免費取得）及兩條跑道，另外此擴充包也砍掉了隐藏的作弊码。

## 評論
游戏发售当年，GameSpot给此作的PS3、Xbox 360打了7.0分（好），Windows、Wii、PS2版本6.5分（良），PSP版4.0分（差）(均10分满分，下同)，GameInformer为是給所有平台7.0分。IGN給予PC版6.9（尚可）。虽然绝对分值不低，该作已然是NFS系列截至当时所收到的最低评价。媒体普遍承认该作是一款基础素质扎实的赛车游戏，而批评点在于抛弃了前作成功的重要元素(开放世界和警匪题材)，大量置入性行銷，及操控真實度的负评和游戏操作手感的不良。细微操作相较前作要求高出许多，对PC键盘玩家尤其不友好。运行效能方面亦存在一定问题，虽然整体流畅，特定场合可能瞬间卡顿，且这种卡顿与平台和硬件配置无关，会对赛车体验造成不良影响。videoGaiden的批判點是實質创新乏善可陳，回收了大量既有元素，(原创性)並沒有太高的價值，新设的规则和机制多不完善，不是存在漏洞就是枯燥重复（特别指出了烧胎三次的没有必要）。PS2，Wii，PSP版则因内容缩水备受批评。

## 遊戲原聲帶
当时已崭露头角的荷兰音乐人Junkie XL被聘请作为本作的音乐顾问，并亲自为游戏创作了数首原创歌曲，还挑选若干国际新秀艺术家作品作为本作的音轨。在2007年9月7日，Junkie XL推出聯名《極速快感：職業街頭》的原声带，

## 销量，影响与后续
截至2008年2月，本作销量达到550万份，其中65%来自于北美市场，属于不错的商业销售成绩，然而并没有达到EA的期待：EA当时的总裁Frank Gibeau公开指出这一点，承认作品过度背离前作的设定是不符合消费者预期，并表示后续作品会“回归本原”。
2008年后续作品“Undercover”果然回到了警匪非法赛车的路线，时任EA CEO的CEO John Riccitiello称“街头狂飙”只是一部合格的作品，而Undercover将是了不起的作品。对于Undercover，EA给出了更多拨款和更充裕的开发时间，然而销售和风评都只比本作更加糟糕。这导致NFS的定位开始陷入迷茫，Black Box作为系列主要开发工作室的地位也受到动摇。2009年EA决定“三线齐发”，即拟真线，警匪线和网游线平行开发，拟真线作品"变速"(Shift)就算是"街头狂飙"的精神继任者，取得了不错的销量和商业评价，但工作室已不再是Black Box。
虽然EA自己都没有把本作视为成功，但客观上说该作引领随后一系列竞争者推出类似定位的作品，比如Codemaster的Race Driver Grid，Dirt系列，和微软的XBOX独占作品Forza Motorsport也可见受到这种风格的影响，以至这一类型的在日后的十余年成为赛车游戏的主流，被称为"Simcade"。从这一点来讲"职业街头"堪称Simcade事实上的先驱之一。到2020年左右，评论指出Prostreet是被严重低估的作品，主要受到发售当时主流受众思维惯性的影响。

## 爭議

### 色情广告爭議
在英國，該遊戲在太陽報中以三版女郎上空入鏡做宣推，引起保守人士极大不满。虽然此外部广告非出现在游戏产品本身，故不影响评级，但显然与产品3+的年龄分级不相符。其后EA公告称該廣告“在 EA 的審查過程中被疏忽”并保证不会再次出现。

### 过度商业植入
现实商品的商业植入并不是由本作引入系列的，实际上从2003年"地下车会"已然开启。然而本作的商业植入登峰造极，且很多赞助物品跟赛车运动和故事情节毫无联系，比如劲量电池和零度可口可乐，甚至用于保修的卡牌都是由美国Progressive保险公司冠名，此举遭到一些玩家和评论家的反对。

## 註解
1. 1 2  . Electronic Arts.   [2007-09-28]. （原始内容存档于2007-10-23）.
2. ↑  . IGN.   [2007-09-29]. （原始内容存档于2007-10-01）.
3. ↑  Electronic Arts. . Electronic Arts. 2007-05-31  [2007-06-01]. （原始内容存档于2007-06-02）.
4. ↑  https://nfs.fandom.com/wiki/Need_for_Speed:_ProStreet/Cars
5. ↑  https://www.nfsplanet.com/en/news/3924
6. ↑  . Electronic Arts. 2007-10-08  [2007-10-08]. （原始内容存档于2007-10-11）.
7. ↑  . Electronic Arts. 2008-03-16  [2008-03-16]. （原始内容存档于2008-04-06）.
8. ↑  . Electronic Arts. 2008-03-16  [2008-03-16]. （原始内容存档于2009-03-12）.
9. ↑  Junkie XL 的存檔，存档日期2007-11-20.
10. ↑  EA Details Soundtrack, Junkie XL Score for "Need for Speed ProStreet" | Digital Media Wire 的存檔，存档日期2008-12-27.
11. ↑  .   [2023-06-24]. （原始内容存档于2023-11-21）.
12. ↑  .   [2024-04-21]. （原始内容存档于2024-09-07）.
13. ↑  https://gamerant.com/need-for-speed-prostreet-underrated-good-game-realism/
14. ↑  .   [2010-08-15]. （原始内容存档于2009-04-10）.
15. ↑  . Joystiq. 2007-11-27  [2007-11-27]. （原始内容存档于2007-12-12）.

## 外部連結
- 官方网站
- NFS系列官方网站（页面存档备份，存于）